# Offsetdruk

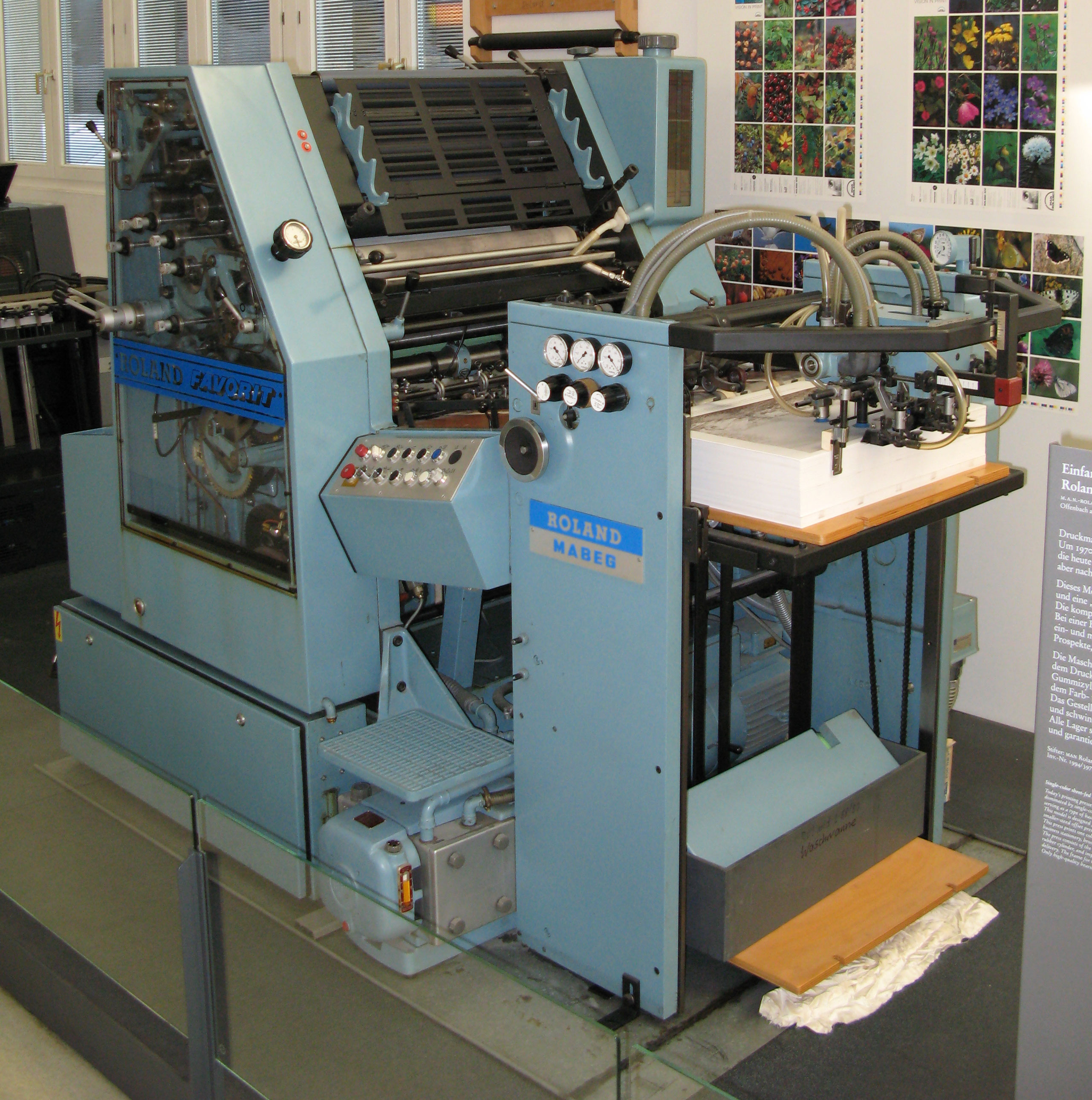
MAN Roland-offsetpers voor eenkleurendruk, bouwjaar 1980

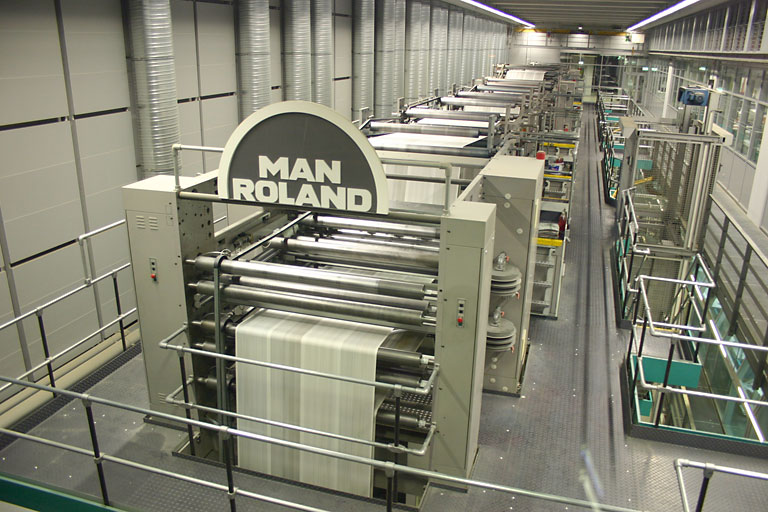
MAN Roland-pers

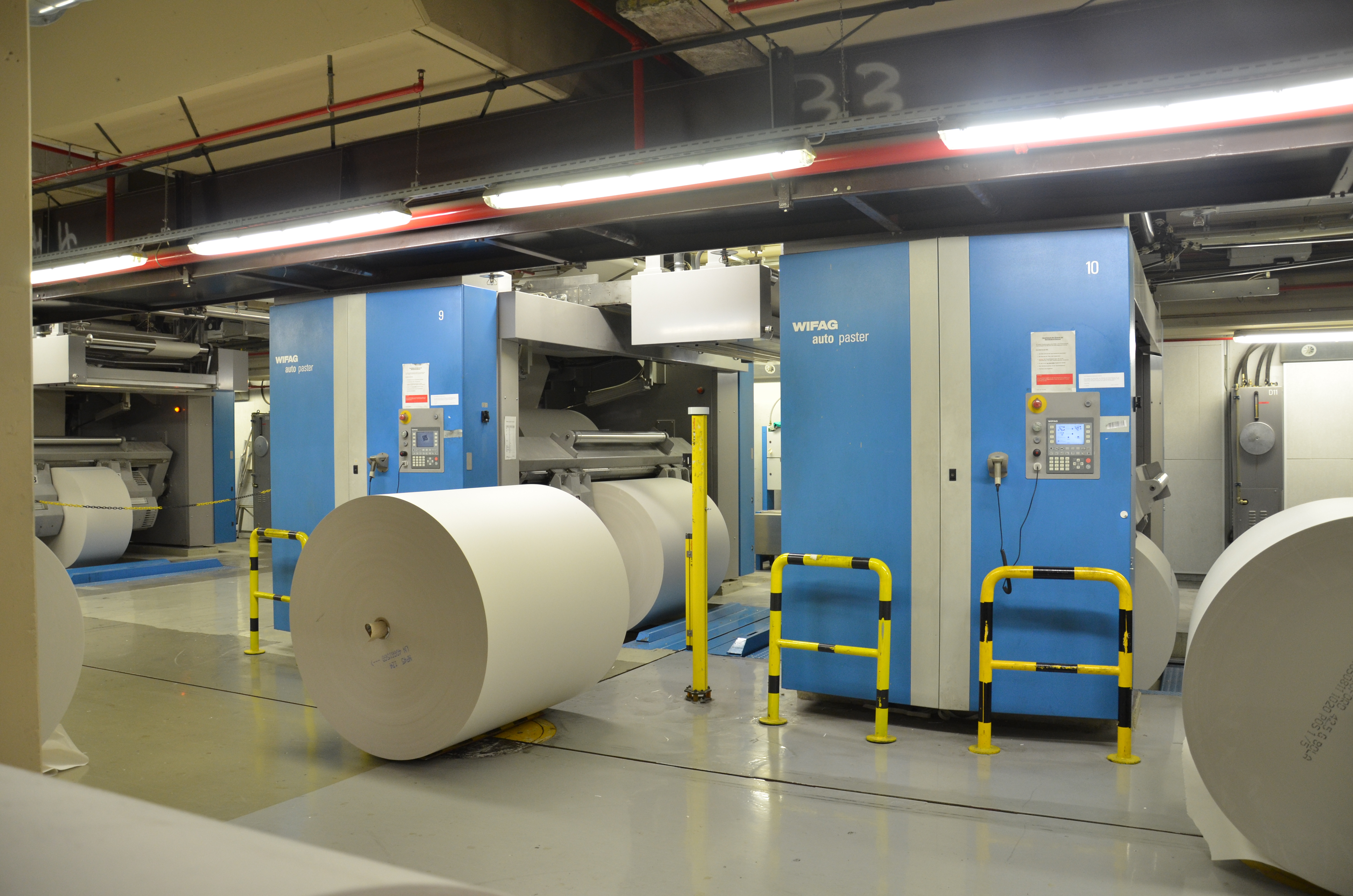
Drukkerij van de Westdeutsche Allgemeine Zeitung

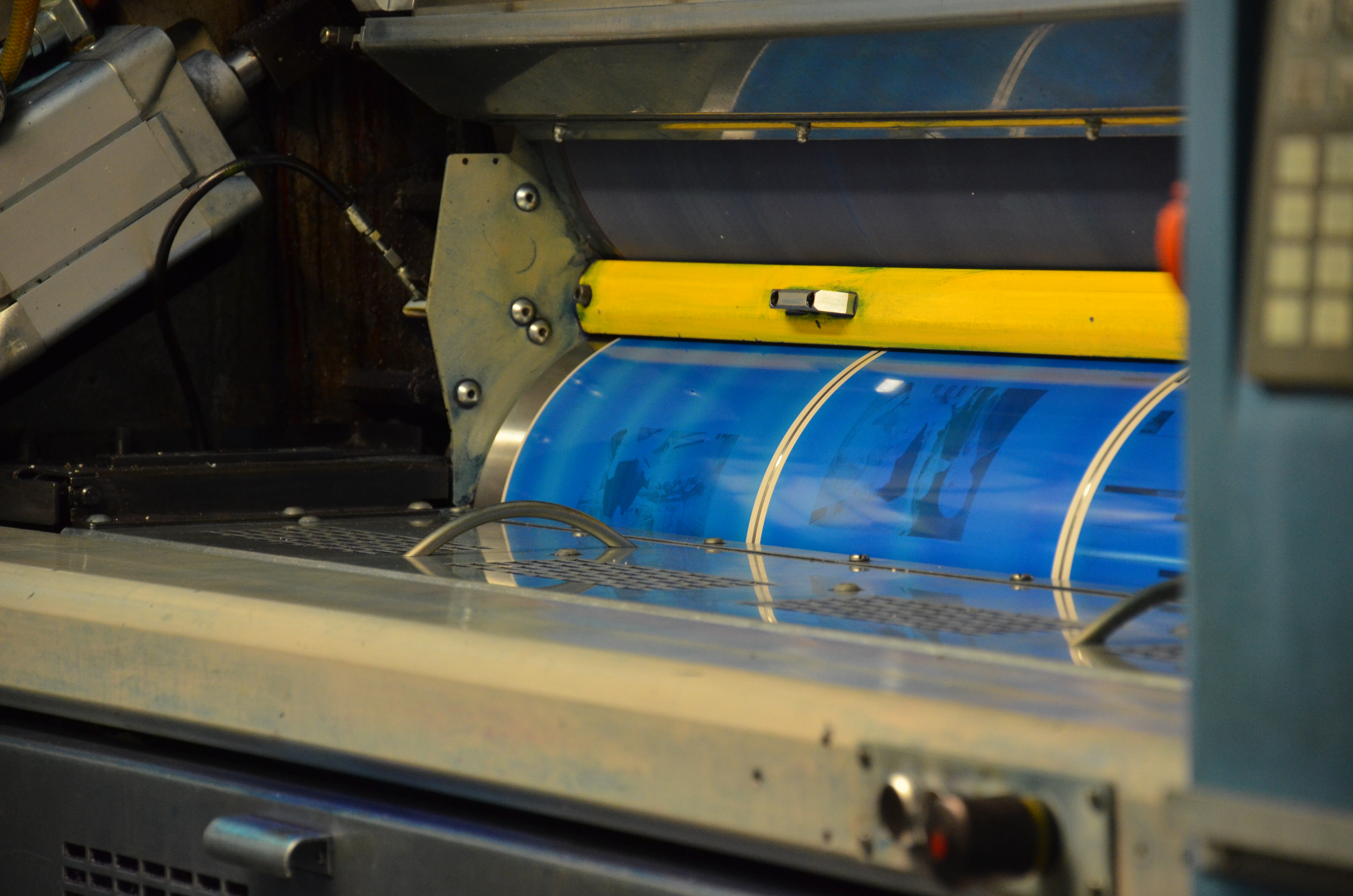
Krantenpers met offsetplaten

Offsetdruk is een van de meest gebruikte druktechnieken. De techniek is familie van de vlakdruk. Veel handelsdrukwerk, kranten en tijdschriften worden met offset gedrukt.

## Techniek
De drukvorm bestaat over het algemeen uit een dunne aluminium plaat waarop via fotografische weg een beeld is aangebracht. Om een afdruk te krijgen van deze offsetplaat moet deze eerst vochtig worden gemaakt. Alle niet-beeld-delen nemen dit vocht aan. Daarna wordt de vettige inkt aangebracht. Aangezien de natte niet-beeld-delen de inkt afstoten, wordt deze alleen op de beelddelen aangenomen. De inkt wordt nu op een rubberdoek gedrukt en dan drukt dit rubberdoek het beeld op het papier. Door het tussentijds overzetten ("offset") op rubberdoek mag het oorspronkelijke beeld op de offsetplaat niet in spiegelbeeld staan.
Tegenwoordig maakt men onderscheid tussen conventionele offsetplaten, dat wil zeggen platen die met behulp van een film door een sterke ultraviolette lamp belicht moeten worden (plaatkopie), en computer-to-plate (CtP), waarbij de offsetplaat met behulp van een computergestuurde laserstraal belicht wordt. Niet alleen wordt op de laatste manier de tijd en arbeid kostende plaatkopie overbodig, ook is de kwaliteit van het uiteindelijke drukwerk hoger en stabieler.
Offsetdruk laat zich goed gebruiken voor hoge oplagen die snel gedrukt dienen te worden, zoals een dagblad. Veruit de meeste krantenpersen zijn gebaseerd op het offsetprincipe. Een enkele drukkerij in Engeland gebruikt het flexo-principe (een soort stempelkussen) maar de daarvoor gebruikte inkten zijn slecht recyclebaar en daardoor minder geliefd bij de overheid.
Bij een fullcolourproductie (vierkleurendruk - CMYK, daarmee kan de drukkerij alle kleuren maken) - Cyaan, Magenta, Yellow, Key, waarbij Key vaak, maar niet altijd, zwart is) worden voor het te bedrukken vel vier afzonderlijke drukgangen gebruikt. Het is natuurlijk van het grootste belang dat de vier afzonderlijke kleuren precies op elkaar gedrukt worden. Om dit te garanderen kan hulpapparatuur worden geïnstalleerd. Ook dient in dit geval de luchtvochtigheid goed beheerst te worden, zodat het papier tussen de verschillende drukgangen niet uitzet of krimpt. Beter is het gebruik van een vierkleurenpers, die in feite neerkomt op vier geïntegreerde offsetpersen waarbij elke pers het bedrukte papier doorgeeft aan de volgende. Bij moderne zogenaamde „nat-op-nat”-persen hoeft de inkt niet te drogen voordat het papier aan de volgende kleursectie wordt doorgegeven.

## Geschiedenis
Offset is ontwikkeld uit de lithografie, de vlakdruk met behulp van lithostenen die in 1796 door Alois Senefelder werd uitgevonden. De Engelsman Robert Barclay patenteerde in 1875 een rotatiepers waarmee hij op blik kon drukken. In de eerste jaren van de twintigste eeuw ontwikkelden de Amerikaan Ira W. Rubel uit New Jersey en de Duitser Caspar Hermann onafhankelijk van elkaar offsetpersen die hoogwaardig drukwerk op papier konden leveren.
Tegenwoordig wordt ongeveer twee derde van al het drukwerk op de wereld in offset uitgevoerd. 